# Labergement-lès-Auxonne
Labergement-lès-Auxonne è un comune francese di 371 abitanti situato nel dipartimento della Côte-d'Or nella regione della Borgogna-Franca Contea.

## Società

### Evoluzione demografica
Abitanti censiti